# Admetula italica
Admetula italica is een slakkensoort uit de familie van de Cancellariidae. De wetenschappelijke naam van de soort is voor het eerst geldig gepubliceerd in 1872 door d'Ancona.